# Tijgerbank
Tijgerbank is een zandbank even buiten de monding van de Marowijnerivier in Suriname. Het is een van de weinige zandbanken die het land rijk is. Andere banken bestaan meer uit modder. Materiaal dat door de Marowijne naar de oceaan gevoerd wordt, wordt door de westelijke stroming langs de kust meegevoerd en het grofste materiaal bezinkt eerst. Eerst het grind, dan bij Tijgerbank het zand en noordwestelijk daarvan de modder die rond 1900 de Kwerimanbank vormde. Bij vloed dringt het tij de rivier binnen tot aan de Arouaba-eilanden. Het rivierwater vóór Albina kan dan wat brak worden. De bank staat ook als Hollandsche bank bekend, en kan hinder veroorzaken voor de scheepvaart. 
In 1894 strandde de schoener Bel Brandon in een storm op de bank, maar de plaatselijke inheemse bevolking kwamen bij nacht en ontij met hun korjalen om de opvarenden van boord te halen.
De bank ligt niet ver van het Natuurreservaat Galibi. Toeristen die Galibi bezoeken kunnen ook een uitstapje naar de zandbank maken. Er zijn veel vogels.